# Santa-Lucia-di-Moriani
Santa-Lucia-di-Moriani is een gemeente in het Franse departement Haute-Corse (regio Corsica). Santa-Lucia-di-Moriani telde op 1 januari 2022 1.517 inwoners.

## Geografie
De oppervlakte van Santa-Lucia-di-Moriani bedroeg op 1 januari 2022 6,22 vierkante kilometer; de bevolkingsdichtheid was toen 243,9 inwoners per km².
De onderstaande kaart toont de ligging van Santa-Lucia-di-Moriani met de belangrijkste infrastructuur en aangrenzende gemeenten.

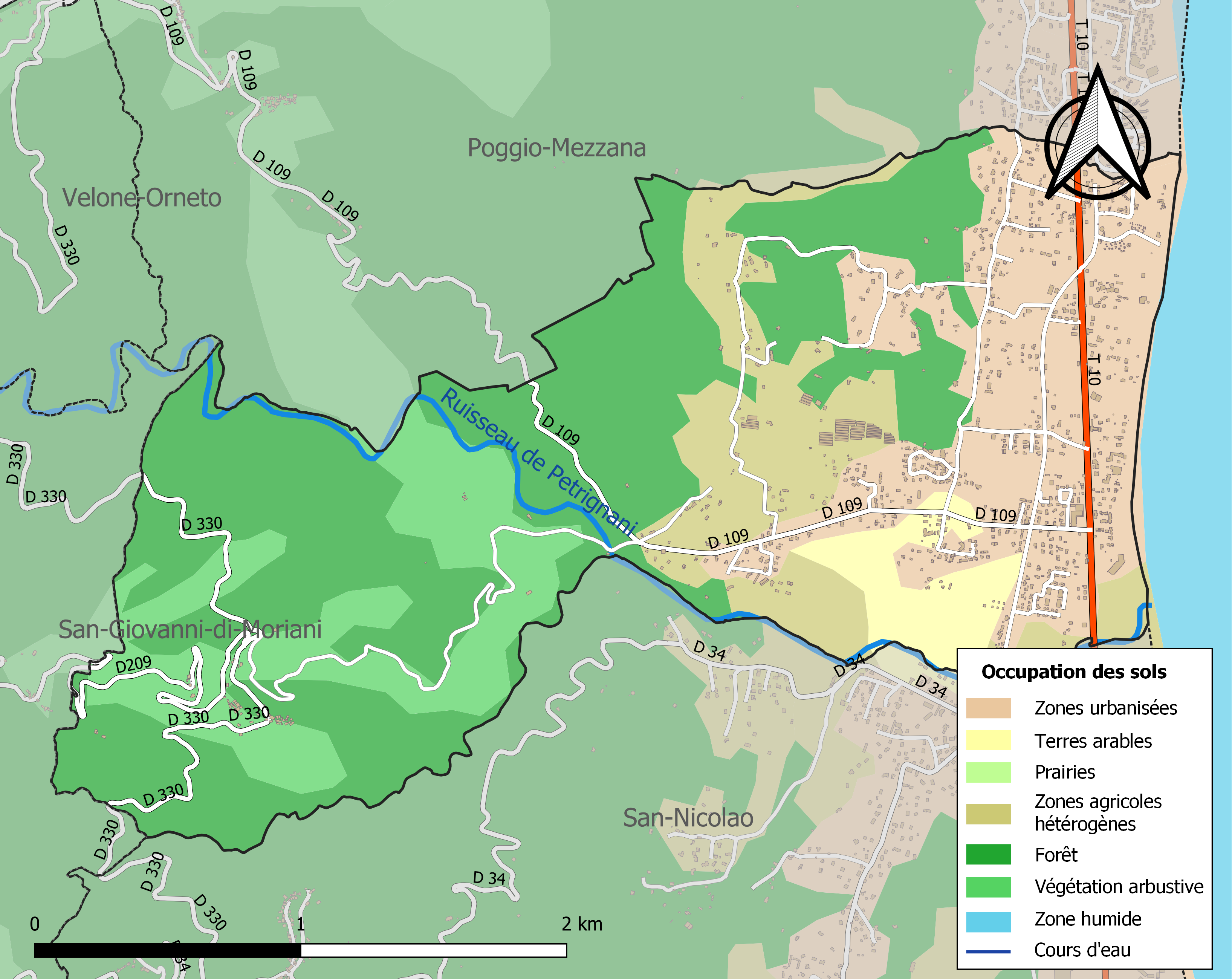

## Demografie
Onderstaande figuur toont het verloop van het inwonertal.
Vanwege een beveiligingsprobleem met de MediaWiki Graph-software is het momenteel niet mogelijk deze grafiek weer te geven. Zodra de software is bijgewerkt zal de grafiek vanzelf weer zichtbaar worden.